# Geriatric nutritional risk index
Le GNRI (Geriatric Nutritional Risk Index) est un indice utilisé en gériatrie. Il permet de prédire le risque de complications et la mortalité lié à un état de dénutrition. Il s'agit d'un indice fiable et facilement utilisable en gériatrie. Il prend en compte l'albuminémie et le rapport du poids actuel sur le poids idéal théorique selon la formule de Lorentz. Les bornes utilisées sont spécifiques d'une population gériatrique.
GNRI = [1,489 x albuminémie (g/l)] + [41,7 x poids actuel/poids idéal théorique*] 
(* quand le rapport est >1, la valeur 1 est retenue)
- GNRI < 82 : risque majeur
- GNRI compris entre 82 et 92 : risque modéré
- GNRI compris entre 92 et 98 : risque bas
- GNRI > 98 : pas de risque

## Formule de Lorentz
- Femme : poids idéal (kg) = taille – 100 – [(taille – 150)/2,5]
- Homme : poids idéal = taille – 100 – [(taille – 150)/4]

la taille étant exprimée en centimètres.